# クウェート料理

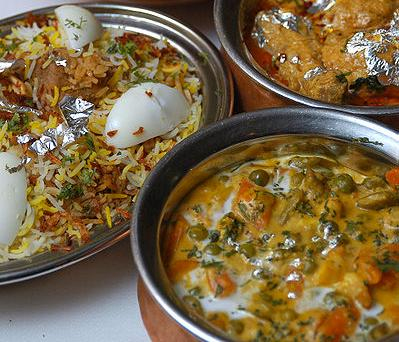
ビリヤニはクウェートでも一般的な料理である。

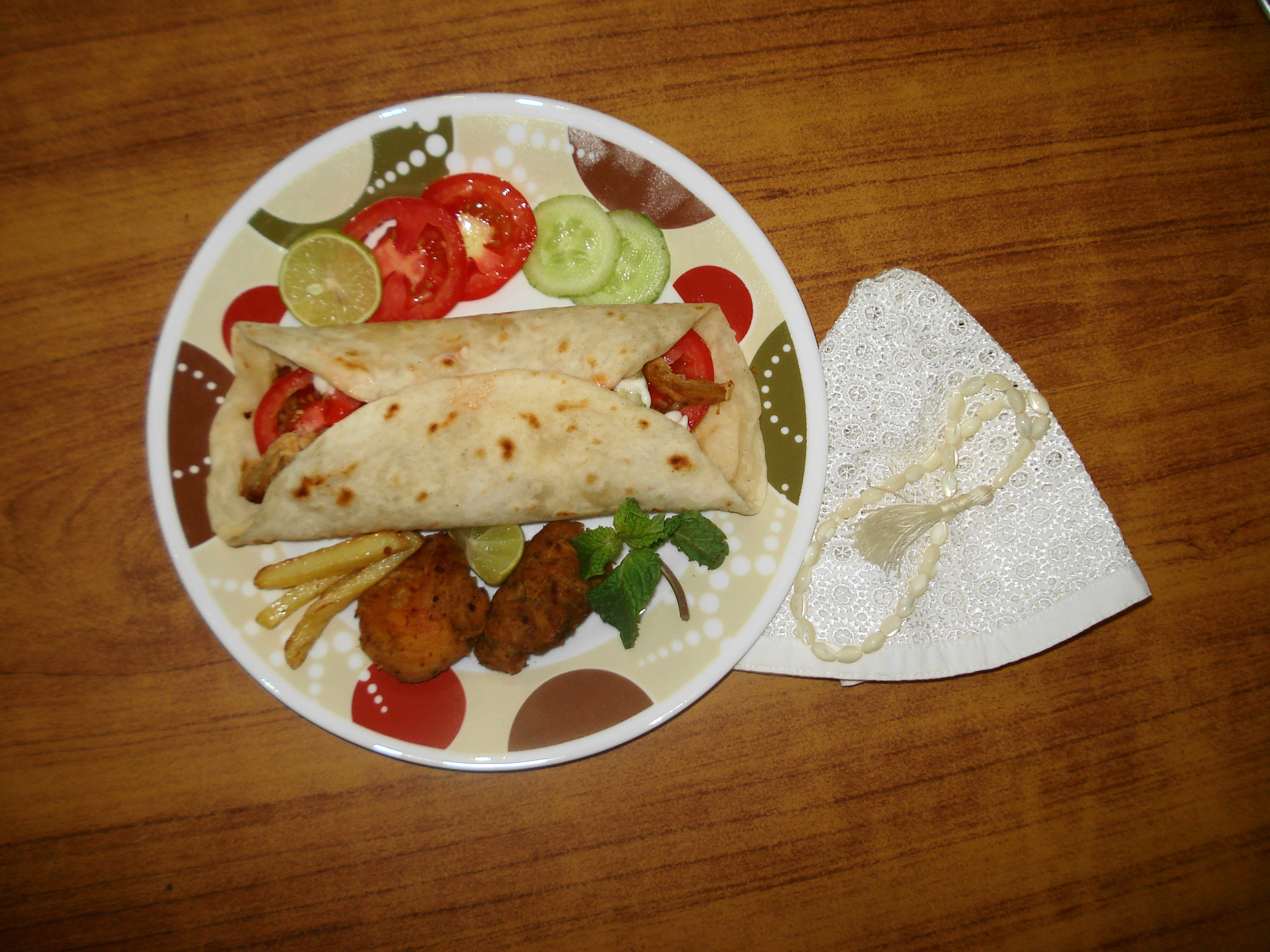
クウェートのシャーワルマー（シャワルマ）

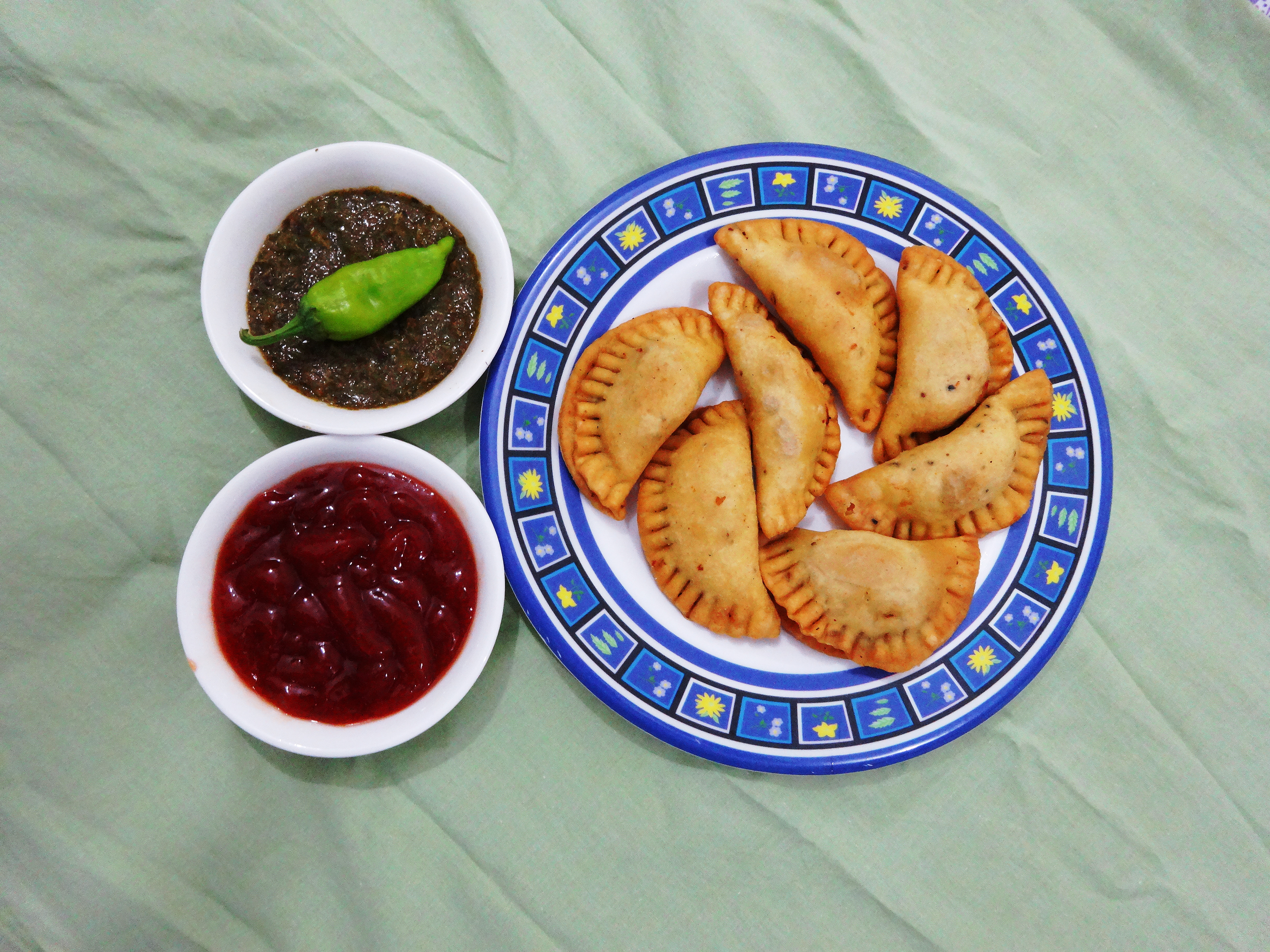
クウェートのサンブーセク（サモサに似た料理）

クウェート料理（クウェートりょうり）はクウェートで主に食されている料理を指す。クウェート料理はクウェートの文化において重要な位置を占めている。クウェートの国民食として有名なビリヤニは米（通常バスマティを使用する）と鶏肉、羊肉、魚肉、卵、野菜、香辛料を炊き込んで作る。食事時に客を招待することも一般的である。クウェート料理は中世アラブ料理、インド料理、イラン料理、地中海料理、ナジュド料理などの料理が融合してできている。また、食事の終わりには必ずと言っていいほどデーツと温かい茶が出される。
クウェート料理のもう一つの大きな特徴としてペルシャ湾の新鮮な魚を使用する点があげられる。食材としてよく使用される魚としては、ズベイディー（ar:(زبيدي (سمك、マナガツオやストロマテウス属の魚）や、ハームール（en:Hamour、ar:هامور、ヒトミハタなどの総称）が挙げられる。これらの魚は焼いたり揚げて食べるほか、ビリヤニの材料としても使用される。他にも、サーフィー（صافي、アイゴ科の魚）、チャナアド（كنعد、イケカツオ）、ソベイティー（سبيتي、ブリームの一種）などがよく食べられている。多くの場合、魚は米とともに供される。エビを除けば、魚以外の海産物を食べる習慣はなかった。
クウェートの伝統的なパンは、フブズ・イーラーニー（خبز إيراني、「イランのパン」）という名の大きな平パンである。特別なオーブンで焼き、上にゴマをまぶすことが多い。国内には非常に多くのフブズ屋があり、パン職人の多くはイラン人なので、このパンは「イランのフブズ」と呼ばれている。フブズはしばしば魚醤の一種マヒヤーワとともに供される。
クウェートの経済は外国人労働者に大きく依存しているため、クウェートでは多様な国の料理が食べられている。

## 料理
- カバーブ・ディイェーイ（Kabab diyay、アラビア語: كباب دياي）は、鶏挽肉にパン粉をまぶして揚げたメンチカツ風の料理である。
- カバーブ・ラハム（Kabab laham、アラビア語: كباب لحم）は、子羊の挽肉を串に刺して焼いたケバブである。
- ガブート（Gabout、gabboot、アラビア語: قبوط）は濃厚な肉と野菜の煮込みにレーズンと乾燥ライムの甘酸っぱいフィリングを詰めたダンプリングを入れて煮込んだ料理である。
- グーズィー（Qouzi、アラビア語: قوزي）は米、肉、ゆで卵、その他の材料を詰めた子羊の丸焼きである。
- バターター・チャッブ（Batata chab、アラビア語: بطاطا تشاب）は、マッシュポテトに挽肉を詰め、パン粉をまぶして揚げたポテトコロッケ風の料理である。
- バラーリート（Balaleet、アラビア語: بلاليط）はサフランを使った甘い麺料理で、上に薄焼き卵を載せて供する。主菜またはデザートとして食べられる。
- ハリース（英語版）（Harees、アラビア語: هريس）は肉とコムギを粥状になるまで煮込んだ食べ物で、トルコのケシュケクと似ている。通常シナモンシュガーをかけて食べる。
- ビリーヤーニー（Biryani、アラビア語: برياني）は米、鶏肉、羊肉などを用いて作る国民食と呼べる料理である。クウェートでは一般的な料理であり、現代のビリヤニにはインドのムガル帝国から伝わった料理の影響が見られる[1]。
- フィルガーア（Firga'a、アラビア語: فرقاعة）は、米をトマト、ジャガイモ、ナスと炊いた料理である。
- マチュブース（英語版）（Machboos、アラビア語: مجبوس）は羊肉、鶏肉、魚肉などに、香辛料を効かせ鶏や羊肉の出汁で炊いた米を添えた料理である。[1]。
- マヒヤーワ（Mahyawa、アラビア語: مهياوة）はアンチョビ、フェンネル、クミン、コリアンダー、マスタードシードから作るスパイシーな魚醤である。
- マルグーグ（margoog、アラビア語: مرقوق）は野菜のシチューであり、通常カボチャやナスを使用して作る。
- マグルーバ (Maglooba、アラビア語: مقلوبة)は、肉や炒めた野菜、米を層にして鍋に入れ、大皿に上にひっくり返して供する料理。
- ムタバグ・スィマチ（Mutabag simach、アラビア語: مطبق سمك）は魚（ズベイディーなど）を茹で、香味野菜と香辛料を炒めたものを腹に詰めて油で炒め、魚の茹で汁と香辛料で炊いた米に載せ、ターメリック、乾燥ライムの粉末と炒めたタマネギを上に載せて供する。
- ムマウワシュ（Mumawwash、アラビア語: مموش）は米をリョクトウとともに炊いた料理で、干しエビを上に載せて供する。
- ヤリーシュ（Jireeshもしくはyireesh、アラビア語: يريش）は、鶏肉や羊肉、トマト、香辛料などを煮込み、その煮汁で挽き割り小麦（ヤリーシュ）を炊いた料理で、具とヤリーシュを交互に重ねて盛りつける。

### 菓子

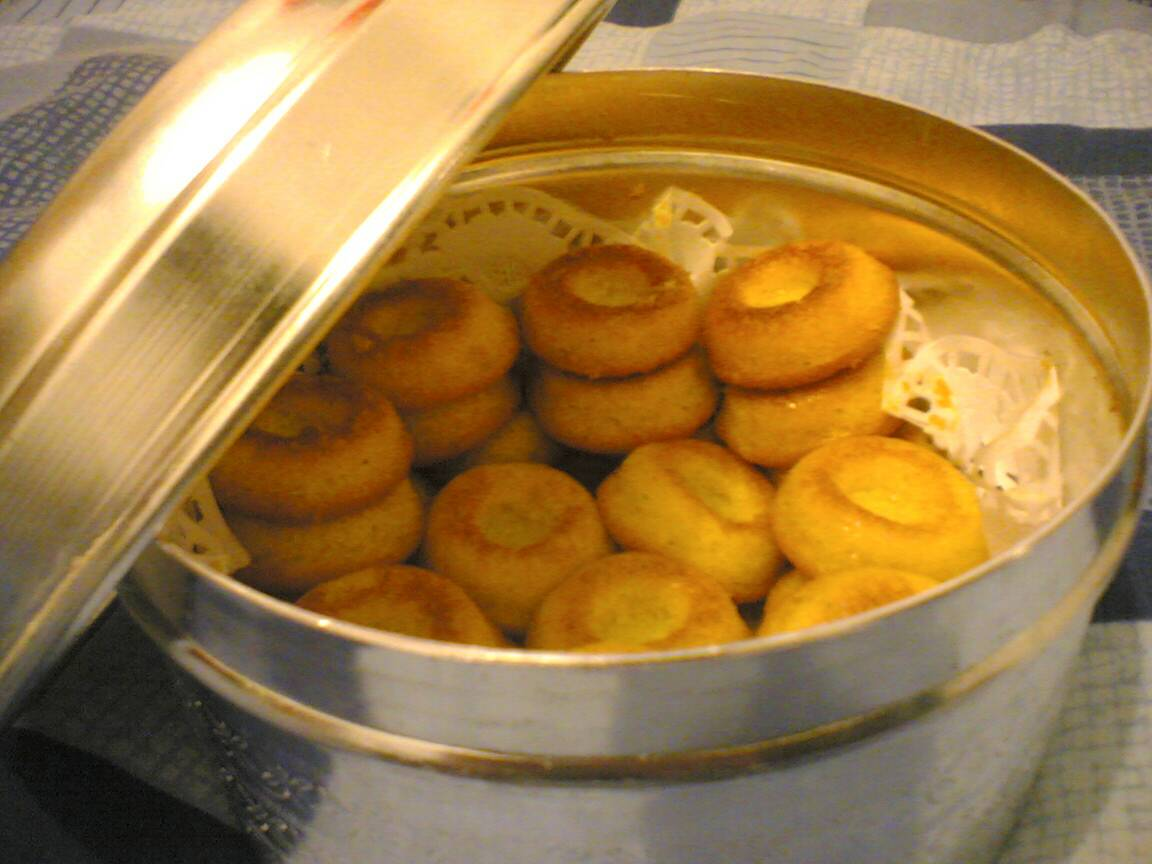
ゲルス・オゲイリー

- ゲルス・オゲイリー（Gers Ogaily、アラビア語: قرص عقيلي）は卵、小麦粉、砂糖、カルダモン、サフランを使用して作る伝統的なケーキである。茶とともに食べることが多い。
- グレイバ（英語版）（Ghuraiba、アラビア語: غريبة）は小麦粉、全粒粉、ヒヨコマメ粉、バター、砂糖、カルダモンを使用して作るほろほろしたクッキーである。通常ガフワとともに出される。
- ザラービーヤ（Zalabia、アラビア語: زلابية）は砂糖、レモン、サフランで作ったシロップをかけた、渦を巻いたような形をした揚げ菓子である。
- ルガイマート（Lugaimat、アラビア語: لقيمات）は砂糖、レモン、サフランで作ったシロップをかけた丸い揚げ菓子である。
- ベイズゥルギッター（Bayth elgitta、アラビア語: بيض القطا）はナッツを使用した揚げたクッキーであり、表面には粉糖がまぶされている。この名前はクッキーの形がクウェートでよく見られる鳥、ササフサケイ（英語版）の卵に形が似ていることから名付けられている。
- ハビース（英語版）（Khabees、アラビア語: الخبيص）は煎った小麦粉とバター、砂糖を使用して作る、ハルヴァに似た菓子である。
- ムハルビーヤ（mhalbiya, アラビア語: محلبية）は、牛乳を用いたライスプディングである。

### 飲み物
- レベン（英語版）（Leben、Laban、アラビア語: لبن）はヨーグルト飲料で、食事の際に出される[2]。
- ガフワ（Labneh、アラビア語: قهوة）：香辛料（カルダモン、クローブ、サフラン、ローズウォーターなど）を加えて淹れた浅煎りのコーヒー。小さなカップで供する。
- チャーイ（Chai、アラビア語: شاي）は、紅茶やハーブティである。茶外茶には、乾燥ライムのチャーイ・ルーミー（アラビア語: شاي لومي）、ミントのチャーイ・ナアナーア（アラビア語: شاي نعناع）やサフランのチャーイ・ザファラーン（アラビア語: شاي زعفران）がある。